# Quốc tế Giáo dục
Quốc tế Giáo dục, viết tắt là EI (tiếng Anh: Education International) hoặc IE (tiếng Pháp: L'Internationale de l'éducation) là Liên đoàn toàn cầu của các công đoàn giáo viên. Quốc tế Giáo dục thành lập ngày 26 tháng 01 năm 1993 tại Stockholm. Hiện nay, Liên đoàn có 401 tổ chức thành viên tại 171 quốc gia và vùng lãnh thổ, đại diện cho hơn 30 triệu cán bộ giáo dục từ mầm non đến đại học. Điều này làm cho nó là liên đoàn toàn cầu lớn nhất thế giới. Quốc tế Giáo dục là một trong các tổ chức phi chính phủ quốc tế (NGO) có quan hệ chính thức với UNESCO, gồm cả Văn phòng Giáo dục Quốc tế (IBE, International Bureau of Education), và có vị trí tư vấn với Hội đồng Kinh tế và Xã hội Liên hợp quốc (ECOSOC). Trụ sở Quốc tế Giáo dục đặt tại Brussels, Bỉ. Chủ tịch EI hiện là Susan Hopgood từ Úc và Tổng Thư ký là Fred van Leeuwen từ Hà Lan.

## Mục tiêu
Quốc tế Giáo dục cùng với các giáo viên và nhân viên giáo dục, cam kết nghĩa vụ với học sinh và sinh viên. Quan điểm Quốc tế Giáo dục là, một nền giáo dục tốt và miễn phí là một quyền cơ bản của con người, và đạt được bằng cách mở rộng việc bảo vệ và thúc đẩy hệ thống giáo dục công khai, cung cấp cơ hội giáo dục bình đẳng cho tất cả. Các Liên đoàn Công đoàn Giáo dục bảo vệ quyền con người, quyền tổ chức trong một công đoàn và các quyền tự do chuyên nghiệp của các thành viên của nó. Quốc tế Giáo dục phản đối bất kỳ loại phân biệt chủng tộc và phân biệt đối xử trong giáo dục và trong xã hội, cho dù dựa vào giới tính, chủng tộc, định hướng giới tính, tình trạng hôn nhân, khuyết tật, tuổi tác, tôn giáo, chính trị hay ý kiến, địa vị xã hội hoặc kinh tế, quốc tịch hay nguồn gốc dân tộc.

## Lịch sử
Trước những năm 1950, giáo viên và công đoàn giáo dục đóng vai trò nhỏ trong liên đoàn công đoàn quốc tế. Năm 1912, Ủy ban quốc tế của Liên đoàn Quốc gia các Giáo viên trong các trường phổ thông được thành lập tại Bỉ. Tổ chức này được gọi là FIPESO, là từ viết tắt tên tiếng Pháp: Le Federation Internationale des Professeurs de l'Enseignement Secondaire Officiel. Năm 1923, Hiệp hội Giáo dục Quốc gia (NEA) thành lập Liên đoàn Thế giới của Hiệp hội Giáo dục (WFEA) tại San Francisco.

## Hoạt động
Quốc tế Giáo dục đã vận động trả tự do cho các nhà lãnh đạo Nghiệp đoàn Giáo dục Bahrain, Issa Mahdi Abu Dheeb.

## Ngày Nhà giáo thế giới
Ngày Nhà giáo thế giới (World Teachers' Day) là ngày lễ quốc tế được UNESCO đề xướng năm 1994, tổ chức hàng năm vào ngày 5 tháng 10 vinh danh các nhà giáo và hướng sự hỗ trợ cho các nhà giáo trong sự nghiệp giáo dục.